# Nick Tompkins
Pour les articles homonymes, voir Tompkins.

a Compétitions nationales et continentales officielles uniquement.

b Matchs officiels uniquement.
Dernière mise à jour le 24 mars 2024.
Nick Tompkins, né le 16 février 1995 à Sidcup (Angleterre), est un joueur international gallois de rugby à XV qui joue au poste de centre avec les Saracens en Premiership depuis 2012. 

## Biographie

### Carrière en club
Tompkins commence à jouer au rugby petit pour le Old Elthamians RFC. Après avoir d'abord joué au poste de troisième ligne, il passe au centre alors qu'il intègre l'académie des Saracens, où il fera l'essentiel de sa formation,.  
En 2012, Tompkins fait ses débuts pour les Saracens en coupe anglo-galloise. Son centième match avec les Saracens arrive en 2019, lorsque Tompkins réussi un triplé en 28 minutes contre Gloucester en demi-finale des phases finales de la Premiership. 
Les Saracens réalisent une bonne saison 2019-2020 sur le plan sportif, cependant, le club est relégués administrativement en deuxième division à partir de la saison suivante à cause du non-respect du plafond salarial. Nick Tompkins est alors prêté aux Dragons pour la saison 2020-2021 durant laquelle les Sarries jouent en Championship, la deuxième division anglaise, mais se voit continuer avec son club formateur pour la suite de sa carrière,. 
Avec le club gallois, il joue quatorze rencontres dont 9 titularisations avant de faire son retour en Angleterre en mai 2021. Il est alors disponible pour les dernières rencontres de Championship de la saison et joue notamment la finale qui voit les Saracens affronter les Ealing Trailfinders et s'imposer facilement 60-0 à l'aller et 57-15 au retour avec notamment deux essais de Tompkins. Les Saracens sont donc de retour en première division après seulement une saison jouée à l'échelon inférieur. 
En 2021-2022, pour le retour des Saracens dans l'élite du rugby anglais. Cette saison son club est éliminé en demi-finale du Challenge européen par le RC Toulon. Cependant, en championnat il retrouve la finale de la compétition, trois ans après sa dernière, après avoir éliminé les Harlequins champions en titre. Pour cette nouvelle finale face à Leicester, Nick Tompkins est titulaire et joue 71 minutes avant d'être remplacé par Duncan Taylor. Finalement, les siens sont battus en toute fin de match à cause d'un drop de Freddie Burns. 
La saison suivante, en 2022-2023, Les Saracens sont d'abord éliminés en quarts de finale de la Champions Cup par le Stade rochelais mais atteignent ensuite la finale du championnat. Il est titulaire lors de cette finale remportée 35-25 face aux Sale Sharks. 

### Carrière internationale
Tompkins a joué pour l'Angleterre avec les jeunes ainsi que les Saxons, l'équipe A d'Angleterre, en 2016,,. 
En janvier 2020, Tompkins est sélectionné en équipe senior du pays de Galles pour le Tournoi des Six Nations 2020. Il est éligible pour jouer avec le pays de Galles par le biais de sa grand-mère née à Wrexham. Le 1er février 2020, Tompkins fait ses débuts internationaux pour le pays de Galles en entrant en jeux dès la première mi-temps lors de la victoire 42-0 contre l'Italie où il marque un essai. 
Il est convoqué par Wayne Pivac pour le Tournoi des Six Nations 2021. Il joue deux dans cinq matchs de son équipe et les Gallois remportent ce tournoi. 
Le nouveau sélectionneur du XV du Poireau, Warren Gatland, le sélectionne pour le Tournoi des Six Nations 2023. Il joue deux rencontres dont une en tant que titulaire dans ce tournoi où les Gallois terminent à la cinquième place. Début mai 2023 il est présélectionné dans un groupe de 54 joueurs pour préparer la Coupe du monde 2023 avec son pays,.
En janvier 2024, il est sélectionné pour le Tournoi des Six Nations.

## Palmarès

### En club
- Saracens
  - Vainqueur du Championnat d'Angleterre en 2015, 2016, 2018, 2019 et 2023
  - Finaliste du Championnat d'Angleterre en 2014 et 2022
  - Vainqueur de la Coupe anglo-galloise en 2015
  - Vainqueur de la Coupe d'Europe en 2019
  - Vainqueur du Championnat d'Angleterre de 2e division en 2021

### Équipe nationale
- Angleterre -20
  - Vainqueur du Championnat du monde junior de rugby à XV en 2014
  - Finaliste du Championnat du monde junior de rugby à XV en 2015
  - Vainqueur du Tournoi des Six Nations des moins de 20 ans en 2015
- Pays de Galles
  - Vainqueur du Tournoi des Six Nations en 2021